# Федотова, Валентина Александровна
Валентина Александровна Федотова (род. 1947) — советская и российская актриса театра и кино, народная артистка России (1999).

## Биография
Валентина Федотова родилась 29 июля 1947 года в деревне Самычево Костромской области.
В 1972 году окончила Саратовское театральное училище им. И. А. Слонова (класс Д. А. Лядова).
Сезон 1972—1973 года Валентина Федотова проработала в Ставропольском драматическом театре. С 1973 года служит в Саратовском театре драмы.
Была замужем за актёром Борисом Федотовым.

## Признание и награды
- народная артистка России (1999).
- заслуженная артистка РСФСР (1988).
- Лауреат II Саратовского областного фестиваля «Золотой Арлекин» за роль Волковой в спектакле «Конкурс» (2003)[3].

## Творчество

### Роли в театре

#### Саратовский театр драмы

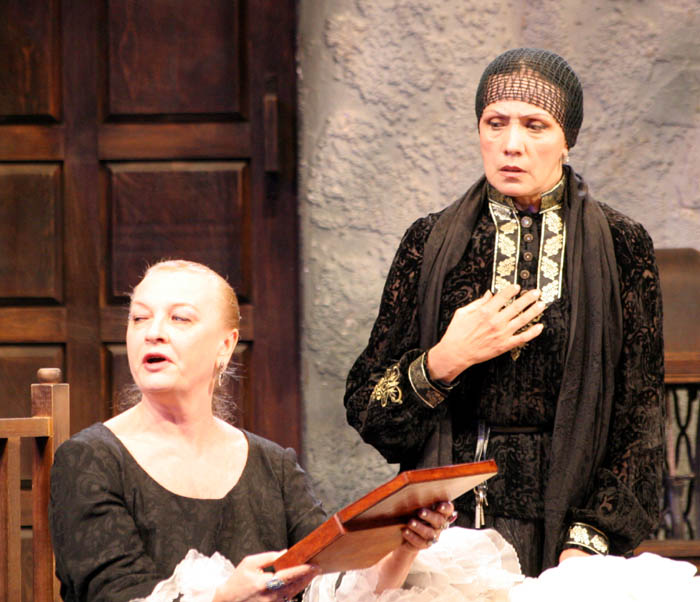
Спектакль Саратовского театра драмы
Мария Хосефа — Валентина Федотова, Бернарда Альба — Тамара Джураева

- «Таланты и поклонники» А. Н. Островского — Негина
- 1986 — «Мастер и Маргарита» М. А. Булгакова — Маргарита
- 1998 — «На дне» Максим Горький. Режиссёр: Антон Кузнецов — Квашня
- 2000 — «Конкурс» Галина — Варя Волкова
- «Мечтатели» — А. Н. Островского — Домна Пантелеевна
- 2003 — «Завтрак у предводителя» И. Тургенева. Режиссёр: Игорь Коняев — Каурова
- 2005 — «Ловит волк — ловят и волка» (по пьесе «Волки и овцы» А. Н. Островского, постановка Елены Чёрной — Мурзавецкая
- 2006 — «Дядя Ваня» А. Чехова, постановка Елены Чёрной — Войницкая
- 2006 — «Квартет» Рональда Харвуда, постановка Вадима Горбунова — Сиси Робсон
- 2006 — «Дом Бернарды Альбы» Федерико Лорка, постановка М. Глуховской — Мария Хосефа
- 2007 — «Валентинов день» Иван Вырыпаев, постановка Виктора Рыжакова — Валентина

### Фильмография
| Год  |   | Название                   | Роль                     |
| ---- | - | -------------------------- | ------------------------ |
| 1981 | ф | Родник                     | Наталья                  |
| 1983 | ф | Ураган приходит неожиданно | Чернобривцева            |
| 1983 | ф | Дамское танго              | Катерина                 |
| 1985 | ф | Завещание                  | мать Ивана               |
| 1986 | ф | Обида                      | мать Паши и Степана      |
| 1988 | ф | Гулящие люди               | Секлетея Петровна        |
| 1996 | ф | Кавказский пленник         | мать Жилина              |
| 2006 | с | Всегда говори всегда 3     | Имя персонажа не указано |